# Argyractis esperanzalis
Argyractis esperanzalis là một loài bướm đêm trong họ Crambidae.